# Teæg (fødevare)
Teæg (traditionelt kinesisk:茶葉蛋, simplificeret kinesisk:茶叶蛋, pinyin: cháyè dàn) er en typisk krydret kinesisk spise, der ofte sælges som mellemmåltid af gadesælgere eller på markeder i de fleste kinesiske samfund.

## Tilberedelse

### Normal/traditionel metode
Duftende og smagfulde teæg er en traditionel kinesisk spise. Den originale opskrift omfatter forskellige krydderier, soja og sorte teblade. En ofte brugt ingrediens er kinesisk femkrydderi, som indeholder stødt kanel, stjerneanis, fennikelfrø, kryddernelliker og Sichuan peberkorn.
Nogle opskrifter bruger ikke teblade, men de kaldes stadig "teæg". Den traditionelle tilberedelsesmetode går ud på at koge æggene, indtil de er hårdkogte. De hårdkogte æg fjernes fra vandet, og hele skallen på hvert æg krakeleres forsigtigt over det hele.
Jo finere revner jo flere marmormønstre får ægget, når det pilles. Det overskydende vand fra kogningen bør få 10 minutter til at trænge ud af ægget uden hjælp.
Derefter puttes de krakelerede æg ned i den forberedte te og krydderiblanding, som skal simre ved normal varme. Simringen gør det muligt for krydderiblandingen at sive ind i revnerne og marinere æggene inde i deres skaller. Efter ca. 20 minutter fjernes æg og krydderiblandningsvæsken og puttes i glas- eller keramiske beholdere, for at blandingen kan trænge yderligere ind i æggene i køleskabet. Æggene skal helst ligge i blandingen i 2 dage. Krydderiblandingens mørke farve smitter af på æggene, og giver dem et marmoreret udseende, når de pilles.

### Den hurtige metode
En anden måde at lave teæg på er at koge æggene, indtil de er helt kogt inden i og derefter pille de hårdkogte ægs skaller af og lade dem simre i den krydrede teblanding ved lav varme i lidt længere tid. Æggene og blandingen fjernes fra varmen og hældes i et glas eller en keramisk beholder, for at blandingen kan trænge yderligere ind i æggene. Denne metode kræver mindre indsivningstid end den traditionelle metode, da skallen ikke længere er i vejen. Dette resulterer dog i, at æggene bliver mindre tiltalende, da de bliver helt mørkebrune uden mønstre. Æggene kan spises når som helst, men jo længere de får lov til at blive i blandingen, jo mere smag får de. Det perfekte teæg har en perfekt balance mellem æggets normale smag og krydderierne. Krakeleringsmetoden er det formelle træk i denne traditionelle opskrift. Æggene spises traditionelt kolde.

## Udseende og smag
Når ægget pilles, er der hvide og mørkebrune mønstre på ægget med lysebrune aftegninger ved de steder med revner. Æggeblommen burde have et tyndt gråligt lag, mens midten har den normale gule farve. Smagen afhænger af, hvilken te (styrke og slags) og de brugte krydderier. Femkrydderi giver æggehviden en krydret og let saltet smag, mens teen trækker blommens smag ud. Nogle siger, at smagen af teæg er meget vanedannende. Dette skyldes stjerneanis. Ingredienserne kan alle varieres alt afhængig af ens smag.

## Regionale varianter

### Hong Kong
Teen, brugt til at lave teæg, er som regel af ringe kvalitet, men med høj andel af mørkebrune tanniner. Grøn te anses som værende for bittert til denne opskrift. I Hong Kong bruges oftest Pu-erh te, men det kan udskiftes med enhver slags sort te.

### Kina
I det nordvestlige Kina og andre dele af det nordlige Kina samt i storbyer er teæg en husholdnings-godbid. De sælges også i forretninger, af gadesælgere og på restauranter.

### Taiwan
I Taiwan er teæg en fast del af nærbutikkernes sortiment. I 7-Eleven-kæden alene sælges der gennemsnitligt 40 millioner teæg om året.